# La hora de los valientes
La hora de los valientes is een Spaanse film uit 1998, geregisseerd door Antonio Mercero.

## Verhaal
Nadat de Spaanse Burgeroorlog is uitgebroken, wordt het Prado-museum geëvacueerd. Een van de bewakers vindt een schilderij van Goya, en neemt het mee om schade aan het kunstwerk te voorkomen. In de tussentijd ontmoet hij een jonge dame op wie hij verliefd wordt. Bijgestaan door haar en haar familie, probeert de soldaat Goya's meesterwerk te beschermen te midden van de oorlog en het geweld.

## Rolverdeling
| Acteur           | Personage          |
| ---------------- | ------------------ |
| Gabino Diego     | Manuel             |
| Leonor Watling   | Carmen             |
| Adriana Ozores   | Flora              |
| Luis Cuenca      | Melquíades         |
| Héctor Colomé    | Lucas              |
| Ramón Agirre     | Portero            |
| Aten Soria       | Filo               |
| Juan José Otegui | Professor Miralles |
| Josep Maria Pou  | Heliodoro          |

## Ontvangst

### Prijzen en nominaties
Een selectie:
| Jaar | Evenement                      | Categorie                | Genomineerde      | Resultaat   |
| ---- | ------------------------------ | ------------------------ | ----------------- | ----------- |
| 1999 | Premios Goya (13de uitreiking) | Beste acteur             | Gabino Diego      | Genomineerd |
| 1999 | Premios Goya (13de uitreiking) | Beste actrice            | Leonor Watling    | Genomineerd |
| 1999 | Premios Goya (13de uitreiking) | Beste vrouwelijke bijrol | Adriana Ozores    | Gewonnen    |
| 1999 | Premios Goya (13de uitreiking) | Beste productiemanager   | Mikel Nieto       | Genomineerd |
| 1999 | Premios Goya (13de uitreiking) | Beste speciale effecten  | Juan Ramón Molina | Genomineerd |
| 1999 | Premios Goya (13de uitreiking) | Beste kostuums           | Javier Artiñano   | Genomineerd |